# کریستوفر مور
کریستوفر دیوید مور (شناخته‌شده با نام کریس مور، زاده‌ی ۱۲ مارس ۱۹۶۸ در نیو برونزویک، نیوجرسی) یک دانشمند رایانه، ریاضی‌دان و فیزیک‌دان است. او در حال حاضر در موسسه سانتا فه فعالیت می‌کند و در گذشته استاد تمام دانشگاه نیومکزیکو بوده است.